# Abrus fruticulosus
Abrus fruticulosus är en ärtväxtart som beskrevs av Robert Wight och George Arnott Walker Arnott. Abrus fruticulosus ingår i Paternosterbönssläktet, och familjen ärtväxter. Inga underarter finns listade i Catalogue of Life.